# Brechmorhoga nubecula
Brechmorhoga nubecula är en trollsländeart som först beskrevs av Jules Pièrre Rambur 1842.  Brechmorhoga nubecula ingår i släktet Brechmorhoga och familjen segeltrollsländor. Inga underarter finns listade i Catalogue of Life.